# Gant-Wevelgem 2019
La Gant-Wevelgem 2019 va ser la 81a edició de la clàssica belga Gant-Wevelgem i es disputà el 31 de març de 2019 sobre un recorregut de 251,5 km, amb sortida a Deinze i arribada a Wevelgem. La cursa formava part de l'UCI World Tour 2019, amb una categoria 1.UWT.
El vencedor final fou el noruec Alexander Kristoff (UAE Team Emirates), que s'imposà a l'esprint a l'alemanya John Degenkolb (Trek-Segafredo) i al belga Oliver Naesen (AG2R La Mondiale), segon i tercer respectivament.

## Equips
En la cursa hi prendran part 25 equips, els 18 equips UCI WorldTeams i set equips convidats de categoria professional continental:
| WorldTeams (18)- Bora-hansgrohe - Deceuninck-Quick Step - Lotto Soudal - AG2R La Mondiale - Astana - Bahrain-Merida - CCC Team - EF Education First - Groupama-FDJ - Mitchelton-Scott - Movistar Team - Dimension Data - Team Jumbo-Visma - Katusha-Alpecin - Sky - Team Sunweb - Trek-Segafredo - UAE Team Emirates Equips continentals professionals (7)- Corendon-Circus - Wanty-Groupe Gobert - Sport Vlaanderen-Baloise - Wallonie Bruxelles - Cofidis, Solutions Crédits - Direct Énergie - Roompot-Charles |
| |

## Recorregut
El recorregut del 2019 és molt similar al dels anys anteriors, amb 11 cotes a superar, alguna d'elles sobre llambordes.
| Cim | Nom                                  | Km    | Ferm | Llargada (m) | Pendent mitjana | Pendent màxima | Km a meta |
| --- | ------------------------------------ | ----- | ---- | ------------ | --------------- | -------------- | --------- |
| 1   | Mont des Cats                        | 136,7 |      |              | %               | %              | 113,6     |
| 2   | Kokereelberg                         | 140,2 |      |              | %               | %              | 110,1     |
| 3   | Vert Mont                            | 142,5 |      |              | %               | %              | 107,8     |
| 4   | Mont Noir - Cota de Ravel Put        | 144,8 |      |              | %               | %              | 105,5     |
| 5   | Mont Noir - Cota de la Blanchisserie | 150,0 |      |              | %               | %              | 100,3     |
| 6   | Ravensberg                           | 156,5 |      |              | %               | %              | 93,8      |
| 7   | Baneberg                             | 167,6 |      |              | %               | %              | 82,7      |
| 8   | Kemmelberg - Belvedère               | 175,6 |      |              | %               | %              | 74,7      |
| 9   | Monteberg                            | 179,6 |      |              | %               | %              | 70,7      |
| 10  | Baneberg                             | 211,4 |      |              | %               | %              | 38,9      |
| 11  | Kemmelberg - Ossuaire                | 216,0 |      |              | %               | %              | 34,3      |

## Classificació final
| \| Classificació general \| Classificació general \| Classificació general \| Classificació general \| Classificació general \| \| Corredor \| Corredor \| Equip \| Temps \| \| \| --------------------- \| --------------------- \| --------------------- \| --------------------- \| --------------------- \| \| 1r \| Alexander Kristoff \| UAE Team Emirates \| 5h 26' 04" \| \| \| 2n \| John Degenkolb \| Trek-Segafredo \| + 0" \| \| \| 3r \| Oliver Naesen \| AG2R La Mondiale \| + 0" \| \| \| 4t \| Mathieu van der Poel \| Corendon-Circus \| + 0" \| \| \| 5è \| Danny van Poppel \| Team Jumbo-Visma \| + 0" \| \| \| 6è \| Adrien Petit \| Direct Énergie \| + 0" \| \| \| 7è \| Matteo Trentin \| Mitchelton-Scott \| + 0" \| \| \| 8è \| Rüdiger Selig \| Bora-Hansgrohe \| + 0" \| \| \| 9è \| Matej Mohorič \| Bahrain-Merida \| + 0" \| \| \| 10è \| Jens Debusschere \| Katusha-Alpecin \| + 0" \| \| |                      |                   |            |
| |                      |                   |            |
| Font: ProCyclingStats |                      |                   |            |
| Classificació general |                      |                   |            |
| Corredor | Corredor             | Equip             | Temps      |
| 1r | Alexander Kristoff   | UAE Team Emirates | 5h 26' 04" |
| 2n | John Degenkolb       | Trek-Segafredo    | + 0"       |
| 3r | Oliver Naesen        | AG2R La Mondiale  | + 0"       |
| 4t | Mathieu van der Poel | Corendon-Circus   | + 0"       |
| 5è | Danny van Poppel     | Team Jumbo-Visma  | + 0"       |
| 6è | Adrien Petit         | Direct Énergie    | + 0"       |
| 7è | Matteo Trentin       | Mitchelton-Scott  | + 0"       |
| 8è | Rüdiger Selig        | Bora-Hansgrohe    | + 0"       |
| 9è | Matej Mohorič        | Bahrain-Merida    | + 0"       |
| 10è | Jens Debusschere     | Katusha-Alpecin   | + 0"       |

## Llista de participants
| Bora-Hansgrohe BOH | Bora-Hansgrohe BOH            | Bora-Hansgrohe BOH |
| ------------------ | ----------------------------- | ------------------ |
| Núm                | Ciclista                      | Pos                |
| 1                  | Peter Sagan (SVK) (ruta)      | 32è                |
| 2                  | Maciej Bodnar (POL)           | DNF                |
| 3                  | Marcus Burghardt (GER)        | 69è                |
| 4                  | Michael Schwarzmann (GER)     | DNF                |
| 5                  | Daniel Oss (ITA)              | DNF                |
| 6                  | Pascal Ackermann (GER) (ruta) | DNF                |
| 7                  | Rüdiger Selig (GER)           | 8è                 |

| Deceuninck-Quick Step DQT | Deceuninck-Quick Step DQT             | Deceuninck-Quick Step DQT |
| ------------------------- | ------------------------------------- | ------------------------- |
| Núm                       | Ciclista                              | Pos                       |
| 11                        | Yves Lampaert (BEL) (ruta)            | 77è                       |
| 12                        | Philippe Gilbert (BEL)                | 22è                       |
| 13                        | Elia Viviani (ITA) (ruta)             | 19è                       |
| 14                        | Fabio Jakobsen (NED)                  | DNF                       |
| 15                        | Maximiliano Richeze Araquistain (ARG) | DNF                       |
| 16                        | Tim Declercq (BEL)                    | 63è                       |
| 17                        | Zdeněk Štybar (CZE)                   | 35è                       |

| Lotto-Soudal LTS | Lotto-Soudal LTS        | Lotto-Soudal LTS |
| ---------------- | ----------------------- | ---------------- |
| Núm              | Ciclista                | Pos              |
| 21               | Tiesj Benoot (BEL)      | 13è              |
| 22               | Adam Blythe (GBR)       | DNF              |
| 23               | Jens Keukeleire (BEL)   | 15è              |
| 24               | Frederik Frison (BEL)   | DNF              |
| 25               | Nikolas Maes (BEL)      | 53è              |
| 26               | Lawrence Naesen (BEL)   | DNF              |
| 27               | Brian van Goethem (NED) | DNF              |

| AG2R La Mondiale ALM | AG2R La Mondiale ALM            | AG2R La Mondiale ALM |
| -------------------- | ------------------------------- | -------------------- |
| Núm                  | Ciclista                        | Pos                  |
| 31                   | Oliver Naesen (BEL)             | 3r                   |
| 32                   | Gediminas Bagdonas (LTU) (ruta) | DNF                  |
| 33                   | Nico Denz (GER)                 | 68è                  |
| 34                   | Silvan Dillier (SUI)            | 59è                  |
| 35                   | Julien Duval (FRA)              | DNF                  |
| 36                   | Clément Venturini (FRA)         | 73è                  |
| 37                   | Stijn Vandenbergh (BEL)         | 62è                  |

| Astana AST | Astana AST                | Astana AST |
| ---------- | ------------------------- | ---------- |
| Núm        | Ciclista                  | Pos        |
| 41         | Magnus Cort Nielsen (DEN) | DNF        |
| 42         | Davide Ballerini (ITA)    | 43è        |
| 43         | Jandos Bijiguitov (KAZ)   | DNF        |
| 44         | Laurens De Vreese (BEL)   | 52è        |
| 45         | Ievgueni Guiditx (KAZ)    | DNF        |
| 46         | Dmitri Grúzdev (KAZ)      | DNF        |
| 47         | Hugo Houle (CAN)          | DNF        |

| Bahrain-Merida TBM | Bahrain-Merida TBM         | Bahrain-Merida TBM |
| ------------------ | -------------------------- | ------------------ |
| Núm                | Ciclista                   | Pos                |
| 51                 | Sonny Colbrelli (ITA)      | DNF                |
| 52                 | Iván García Cortina (ESP)  | DNF                |
| 53                 | Heinrich Haussler (AUS)    | DNF                |
| 54                 | Marcel Sieberg (GER)       | DNF                |
| 55                 | Matej Mohorič (SLO) (ruta) | 9è                 |
| 56                 | Luka Pibernik (SLO)        | DNF                |
| 57                 | Jan Tratnik (SLO)          | DNF                |

| CCC Team CPT | CCC Team CPT                   | CCC Team CPT |
| ------------ | ------------------------------ | ------------ |
| Núm          | Ciclista                       | Pos          |
| 61           | Greg Van Avermaet (BEL)        | 20è          |
| 62           | Paweł Bernas (POL)             | DNF          |
| 63           | Szymon Sajnok (POL)            | DNF          |
| 64           | Michael Schär (SUI)            | 66è          |
| 65           | Guillaume Van Keirsbulck (BEL) | DNF          |
| 66           | Gijs Van Hoecke (BEL)          | 64è          |
| 67           | Łukasz Wiśniowski (POL)        | DNF          |

| EF Education First EF1 | EF Education First EF1    | EF Education First EF1 |
| ---------------------- | ------------------------- | ---------------------- |
| Núm                    | Ciclista                  | Pos                    |
| 71                     | Alberto Bettiol (ITA)     | DNF                    |
| 72                     | Moreno Hofland (NED)      | DNF                    |
| 73                     | Sebastian Langeveld (NED) | 26è                    |
| 74                     | Sacha Modolo (ITA)        | DNF                    |
| 75                     | Logan Owen (USA)          | DNF                    |
| 76                     | Thomas Scully (NZL)       | 75è                    |
| 77                     | Julius van den Berg (NED) | DNF                    |

| Groupama-FDJ GFC | Groupama-FDJ GFC          | Groupama-FDJ GFC |
| ---------------- | ------------------------- | ---------------- |
| Núm              | Ciclista                  | Pos              |
| 81               | Arnaud Démare (FRA)       | 67è              |
| 82               | Jacopo Guarnieri (ITA)    | DNF              |
| 83               | Ignatas Konovalovas (LTU) | DNF              |
| 84               | Stefan Küng (SUI)         | 16è              |
| 85               | Olivier Le Gac (FRA)      | 49è              |
| 86               | Miles Scotson (AUS)       | DNF              |
| 87               | Ramon Sinkeldam (NED)     | 44è              |

| Mitchelton-Scott MTS | Mitchelton-Scott MTS          | Mitchelton-Scott MTS |
| -------------------- | ----------------------------- | -------------------- |
| Núm                  | Ciclista                      | Pos                  |
| 91                   | Matteo Trentin (ITA) (ruta)   | 7è                   |
| 92                   | Jack Bauer (NZL)              | 31è                  |
| 93                   | Edoardo Affini (ITA)          | DNF                  |
| 94                   | Christopher Juul-Jensen (DEN) | 70è                  |
| 95                   | Callum Scotson (AUS)          | DNF                  |
| 96                   | Michael Hepburn (AUS)         | DNF                  |
| 97                   | Luka Mezgec (SLO)             | DNF                  |

| Movistar Team MOV | Movistar Team MOV              | Movistar Team MOV |
| ----------------- | ------------------------------ | ----------------- |
| Núm               | Ciclista                       | Pos               |
| 101               | Jürgen Roelandts (BEL)         | 60è               |
| 102               | Jorge Arcas (ESP)              | DNF               |
| 103               | Carlos Barbero Cuesta (ESP)    | 12è               |
| 104               | Héctor Carretero Milla (ESP)   | DNF               |
| 105               | Jaime Castrillo (ESP)          | DNF               |
| 106               | Eduard Prades i Reverter (ESP) | DNF               |
| 107               | Jasha Sütterlin (GER)          | 38è               |

| Dimension Data TDD | Dimension Data TDD                | Dimension Data TDD |
| ------------------ | --------------------------------- | ------------------ |
| Núm                | Ciclista                          | Pos                |
| 111                | Edvald Boasson Hagen (NOR)        | 56è                |
| 112                | Michael Valgren Andersen (DEN)    | DNF                |
| 113                | Lars Ytting Bak (DEN)             | DNF                |
| 114                | Bernhard Eisel (AUT)              | DNF                |
| 115                | Reinardt Janse van Rensburg (RSA) | DNF                |
| 116                | Giacomo Nizzolo (ITA)             | DNF                |
| 117                | Julien Vermote (BEL)              | DNF                |

| Team Jumbo-Visma TJV | Team Jumbo-Visma TJV        | Team Jumbo-Visma TJV |
| -------------------- | --------------------------- | -------------------- |
| Núm                  | Ciclista                    | Pos                  |
| 121                  | Wout van Aert (BEL)         | 29è                  |
| 122                  | Pascal Eenkhoorn (NED)      | 46è                  |
| 123                  | Amund Grøndahl Jansen (NOR) | 24è                  |
| 124                  | Maarten Wynants (BEL)       | 30è                  |
| 125                  | Mike Teunissen (NED)        | 25è                  |
| 126                  | Taco van der Hoorn (NED)    | DNF                  |
| 127                  | Danny van Poppel (NED)      | 5è                   |

| Katusha-Alpecin TKA | Katusha-Alpecin TKA        | Katusha-Alpecin TKA |
| ------------------- | -------------------------- | ------------------- |
| Núm                 | Ciclista                   | Pos                 |
| 131                 | Jens Debusschere (BEL)     | 10è                 |
| 132                 | Harry Tanfield (GBR)       | DNF                 |
| 133                 | Marco Haller (AUT)         | 27è                 |
| 134                 | Viatxeslav Kuznetsov (RUS) | 65è                 |
| 135                 | Reto Hollenstein (SUI)     | DNF                 |
| 136                 | Mads Würtz Schmidt (DEN)   | DNF                 |
| 137                 | Willie Smit (RSA)          | DNF                 |

| Team Sky SKY | Team Sky SKY               | Team Sky SKY |
| ------------ | -------------------------- | ------------ |
| Núm          | Ciclista                   | Pos          |
| 141          | Gianni Moscon (ITA)        | 76è          |
| 142          | Leonardo Basso (ITA)       | DNF          |
| 143          | Filippo Ganna (ITA)        | DNF          |
| 144          | Kristoffer Halvorsen (NOR) | 55è          |
| 145          | Christopher Lawless (GBR)  | DNF          |
| 146          | Luke Rowe (GBR)            | 18è          |
| 147          | Ian Stannard (GBR)         | 74è          |

| Team Sunweb SUN | Team Sunweb SUN              | Team Sunweb SUN |
| --------------- | ---------------------------- | --------------- |
| Núm             | Ciclista                     | Pos             |
| 151             | Søren Kragh Andersen (DEN)   | 11è             |
| 152             | Casper Pedersen (DEN)        | DNF             |
| 153             | Cees Bol (NED)               | 45è             |
| 154             | Roy Curvers (NED)            | DNF             |
| 155             | Florian Stork (GER)          | DNF             |
| 156             | Max Walscheid (GER)          | 51è             |
| 157             | Asbjørn Kragh Andersen (DEN) | DNF             |

| Trek-Segafredo TFS | Trek-Segafredo TFS   | Trek-Segafredo TFS |
| ------------------ | -------------------- | ------------------ |
| Núm                | Ciclista             | Pos                |
| 161                | John Degenkolb (GER) | 2n                 |
| 162                | Koen de Kort (NED)   | DNF                |
| 163                | Alex Frame (NZL)     | DNF                |
| 164                | Mads Pedersen (DEN)  | 33è                |
| 165                | Kiel Reijnen (USA)   | DNF                |
| 166                | Jasper Stuyven (BEL) | 17è                |
| 167                | Edward Theuns (BEL)  | 37è                |

| UAE Team Emirates UAD | UAE Team Emirates UAD             | UAE Team Emirates UAD |
| --------------------- | --------------------------------- | --------------------- |
| Núm                   | Ciclista                          | Pos                   |
| 171                   | Fernando Gaviria Rendón (COL)     | 21è                   |
| 172                   | Sven Erik Bystrøm (NOR)           | DNF                   |
| 173                   | Simone Consonni (ITA)             | DNF                   |
| 174                   | Alexander Kristoff (NOR)          | 1r                    |
| 175                   | Vegard Stake Laengen (NOR) (ruta) | 72è                   |
| 176                   | Marco Marcato (ITA)               | 61è                   |
| 177                   | Oliviero Troia (ITA)              | DNF                   |

| Corendon-Circus COC | Corendon-Circus COC               | Corendon-Circus COC |
| ------------------- | --------------------------------- | ------------------- |
| Núm                 | Ciclista                          | Pos                 |
| 181                 | Mathieu van der Poel (NED) (ruta) | 4t                  |
| 182                 | Dries De Bondt (BEL)              | 58è                 |
| 183                 | Stijn Devolder (BEL)              | DNF                 |
| 184                 | Lasse Norman Hansen (DEN)         | DNF                 |
| 185                 | Roy Jans (BEL)                    | 40è                 |
| 186                 | Jimmy Janssens (BEL)              | DNF                 |
| 187                 | Gianni Vermeersch (BEL)           | 28è                 |

| Wanty-Gobert WGG | Wanty-Gobert WGG           | Wanty-Gobert WGG |
| ---------------- | -------------------------- | ---------------- |
| Núm              | Ciclista                   | Pos              |
| 191              | Frederik Backaert (BEL)    | DNF              |
| 193              | Aimé De Gendt (BEL)        | DNF              |
| 194              | Tom Devriendt (BEL)        | DNF              |
| 195              | Timothy Dupont (BEL)       | 42è              |
| 196              | Andrea Pasqualon (ITA)     | DNF              |
| 197              | Pieter Vanspeybrouck (BEL) | DNF              |
| 198              | Loïc Vliegen (BEL)         | 54è              |

| Sport Vlaanderen-Baloise SVB | Sport Vlaanderen-Baloise SVB | Sport Vlaanderen-Baloise SVB |
| ---------------------------- | ---------------------------- | ---------------------------- |
| Núm                          | Ciclista                     | Pos                          |
| 201                          | Amaury Capiot (BEL)          | DNF                          |
| 202                          | Milan Menten (BEL)           | DNF                          |
| 203                          | Edward Planckaert (BEL)      | 50è                          |
| 204                          | Dries Van Gestel (BEL)       | 36è                          |
| 205                          | Preben Van Hecke (BEL)       | DNF                          |
| 206                          | Kenneth Van Rooy (BEL)       | DNF                          |
| 207                          | Jordi Warlop (BEL)           | DNF                          |

| Wallonie Bruxelles WVA | Wallonie Bruxelles WVA    | Wallonie Bruxelles WVA |
| ---------------------- | ------------------------- | ---------------------- |
| Núm                    | Ciclista                  | Pos                    |
| 211                    | Kenny Dehaes (BEL)        | DNF                    |
| 212                    | Justin Jules (FRA)        | DNF                    |
| 213                    | Lionel Taminiaux (BEL)    | DNF                    |
| 214                    | Tom Wirtgen (LUX)         | DNF                    |
| 215                    | Baptiste Planckaert (BEL) | 47è                    |
| 216                    | Franklin Six (BEL)        | 78è                    |
| 217                    | Lukas Spengler (SUI)      | DNF                    |

| Cofidis, Solutions Crédits COF | Cofidis, Solutions Crédits COF | Cofidis, Solutions Crédits COF |
| ------------------------------ | ------------------------------ | ------------------------------ |
| Núm                            | Ciclista                       | Pos                            |
| 221                            | Christophe Laporte (FRA)       | 39è                            |
| 222                            | Filippo Fortin (ITA)           | DNF                            |
| 223                            | Damien Touzé (FRA)             | 48è                            |
| 224                            | Geoffrey Soupe (FRA)           | DNF                            |
| 225                            | Bert Van Lerberghe (BEL)       | 71è                            |
| 226                            | Kenneth Vanbilsen (BEL)        | DNF                            |
| 227                            | Zico Waeytens (BEL)            | DNF                            |

| Direct Énergie TDE | Direct Énergie TDE       | Direct Énergie TDE |
| ------------------ | ------------------------ | ------------------ |
| Núm                | Ciclista                 | Pos                |
| 231                | Niki Terpstra (NED)      | 23è                |
| 232                | Damien Gaudin (FRA)      | 34è                |
| 233                | Mathieu Burgaudeau (FRA) | DNF                |
| 234                | Pim Ligthart (NED)       | DNF                |
| 235                | Adrien Petit (FRA)       | 6è                 |
| 236                | Simon Sellier (FRA)      | DNF                |
| 237                | Anthony Turgis (FRA)     | 14è                |

| Roompot-Charles ROC | Roompot-Charles ROC        | Roompot-Charles ROC |
| ------------------- | -------------------------- | ------------------- |
| Núm                 | Ciclista                   | Pos                 |
| 241                 | Lars Boom (NED)            | 57è                 |
| 242                 | Jesper Asselman (NED)      | DNF                 |
| 243                 | Senne Leysen (BEL)         | DNF                 |
| 244                 | Stijn Steels (BEL)         | DNF                 |
| 245                 | Sjoerd van Ginneken (NED)  | DNF                 |
| 246                 | Boy van Poppel (NED)       | 41è                 |
| 247                 | Jan-Willem van Schip (NED) | DNF                 |

| Bora-Hansgrohe BOH | Bora-Hansgrohe BOH            | Bora-Hansgrohe BOH |
| ------------------ | ----------------------------- | ------------------ |
| Núm                | Ciclista                      | Pos                |
| 1                  | Peter Sagan (SVK) (ruta)      | 32è                |
| 2                  | Maciej Bodnar (POL)           | DNF                |
| 3                  | Marcus Burghardt (GER)        | 69è                |
| 4                  | Michael Schwarzmann (GER)     | DNF                |
| 5                  | Daniel Oss (ITA)              | DNF                |
| 6                  | Pascal Ackermann (GER) (ruta) | DNF                |
| 7                  | Rüdiger Selig (GER)           | 8è                 |

| Deceuninck-Quick Step DQT | Deceuninck-Quick Step DQT             | Deceuninck-Quick Step DQT |
| ------------------------- | ------------------------------------- | ------------------------- |
| Núm                       | Ciclista                              | Pos                       |
| 11                        | Yves Lampaert (BEL) (ruta)            | 77è                       |
| 12                        | Philippe Gilbert (BEL)                | 22è                       |
| 13                        | Elia Viviani (ITA) (ruta)             | 19è                       |
| 14                        | Fabio Jakobsen (NED)                  | DNF                       |
| 15                        | Maximiliano Richeze Araquistain (ARG) | DNF                       |
| 16                        | Tim Declercq (BEL)                    | 63è                       |
| 17                        | Zdeněk Štybar (CZE)                   | 35è                       |

| Lotto-Soudal LTS | Lotto-Soudal LTS        | Lotto-Soudal LTS |
| ---------------- | ----------------------- | ---------------- |
| Núm              | Ciclista                | Pos              |
| 21               | Tiesj Benoot (BEL)      | 13è              |
| 22               | Adam Blythe (GBR)       | DNF              |
| 23               | Jens Keukeleire (BEL)   | 15è              |
| 24               | Frederik Frison (BEL)   | DNF              |
| 25               | Nikolas Maes (BEL)      | 53è              |
| 26               | Lawrence Naesen (BEL)   | DNF              |
| 27               | Brian van Goethem (NED) | DNF              |

| AG2R La Mondiale ALM | AG2R La Mondiale ALM            | AG2R La Mondiale ALM |
| -------------------- | ------------------------------- | -------------------- |
| Núm                  | Ciclista                        | Pos                  |
| 31                   | Oliver Naesen (BEL)             | 3r                   |
| 32                   | Gediminas Bagdonas (LTU) (ruta) | DNF                  |
| 33                   | Nico Denz (GER)                 | 68è                  |
| 34                   | Silvan Dillier (SUI)            | 59è                  |
| 35                   | Julien Duval (FRA)              | DNF                  |
| 36                   | Clément Venturini (FRA)         | 73è                  |
| 37                   | Stijn Vandenbergh (BEL)         | 62è                  |

| Astana AST | Astana AST                | Astana AST |
| ---------- | ------------------------- | ---------- |
| Núm        | Ciclista                  | Pos        |
| 41         | Magnus Cort Nielsen (DEN) | DNF        |
| 42         | Davide Ballerini (ITA)    | 43è        |
| 43         | Jandos Bijiguitov (KAZ)   | DNF        |
| 44         | Laurens De Vreese (BEL)   | 52è        |
| 45         | Ievgueni Guiditx (KAZ)    | DNF        |
| 46         | Dmitri Grúzdev (KAZ)      | DNF        |
| 47         | Hugo Houle (CAN)          | DNF        |

| Bahrain-Merida TBM | Bahrain-Merida TBM         | Bahrain-Merida TBM |
| ------------------ | -------------------------- | ------------------ |
| Núm                | Ciclista                   | Pos                |
| 51                 | Sonny Colbrelli (ITA)      | DNF                |
| 52                 | Iván García Cortina (ESP)  | DNF                |
| 53                 | Heinrich Haussler (AUS)    | DNF                |
| 54                 | Marcel Sieberg (GER)       | DNF                |
| 55                 | Matej Mohorič (SLO) (ruta) | 9è                 |
| 56                 | Luka Pibernik (SLO)        | DNF                |
| 57                 | Jan Tratnik (SLO)          | DNF                |

| CCC Team CPT | CCC Team CPT                   | CCC Team CPT |
| ------------ | ------------------------------ | ------------ |
| Núm          | Ciclista                       | Pos          |
| 61           | Greg Van Avermaet (BEL)        | 20è          |
| 62           | Paweł Bernas (POL)             | DNF          |
| 63           | Szymon Sajnok (POL)            | DNF          |
| 64           | Michael Schär (SUI)            | 66è          |
| 65           | Guillaume Van Keirsbulck (BEL) | DNF          |
| 66           | Gijs Van Hoecke (BEL)          | 64è          |
| 67           | Łukasz Wiśniowski (POL)        | DNF          |

| EF Education First EF1 | EF Education First EF1    | EF Education First EF1 |
| ---------------------- | ------------------------- | ---------------------- |
| Núm                    | Ciclista                  | Pos                    |
| 71                     | Alberto Bettiol (ITA)     | DNF                    |
| 72                     | Moreno Hofland (NED)      | DNF                    |
| 73                     | Sebastian Langeveld (NED) | 26è                    |
| 74                     | Sacha Modolo (ITA)        | DNF                    |
| 75                     | Logan Owen (USA)          | DNF                    |
| 76                     | Thomas Scully (NZL)       | 75è                    |
| 77                     | Julius van den Berg (NED) | DNF                    |

| Groupama-FDJ GFC | Groupama-FDJ GFC          | Groupama-FDJ GFC |
| ---------------- | ------------------------- | ---------------- |
| Núm              | Ciclista                  | Pos              |
| 81               | Arnaud Démare (FRA)       | 67è              |
| 82               | Jacopo Guarnieri (ITA)    | DNF              |
| 83               | Ignatas Konovalovas (LTU) | DNF              |
| 84               | Stefan Küng (SUI)         | 16è              |
| 85               | Olivier Le Gac (FRA)      | 49è              |
| 86               | Miles Scotson (AUS)       | DNF              |
| 87               | Ramon Sinkeldam (NED)     | 44è              |

| Mitchelton-Scott MTS | Mitchelton-Scott MTS          | Mitchelton-Scott MTS |
| -------------------- | ----------------------------- | -------------------- |
| Núm                  | Ciclista                      | Pos                  |
| 91                   | Matteo Trentin (ITA) (ruta)   | 7è                   |
| 92                   | Jack Bauer (NZL)              | 31è                  |
| 93                   | Edoardo Affini (ITA)          | DNF                  |
| 94                   | Christopher Juul-Jensen (DEN) | 70è                  |
| 95                   | Callum Scotson (AUS)          | DNF                  |
| 96                   | Michael Hepburn (AUS)         | DNF                  |
| 97                   | Luka Mezgec (SLO)             | DNF                  |

| Movistar Team MOV | Movistar Team MOV              | Movistar Team MOV |
| ----------------- | ------------------------------ | ----------------- |
| Núm               | Ciclista                       | Pos               |
| 101               | Jürgen Roelandts (BEL)         | 60è               |
| 102               | Jorge Arcas (ESP)              | DNF               |
| 103               | Carlos Barbero Cuesta (ESP)    | 12è               |
| 104               | Héctor Carretero Milla (ESP)   | DNF               |
| 105               | Jaime Castrillo (ESP)          | DNF               |
| 106               | Eduard Prades i Reverter (ESP) | DNF               |
| 107               | Jasha Sütterlin (GER)          | 38è               |

| Dimension Data TDD | Dimension Data TDD                | Dimension Data TDD |
| ------------------ | --------------------------------- | ------------------ |
| Núm                | Ciclista                          | Pos                |
| 111                | Edvald Boasson Hagen (NOR)        | 56è                |
| 112                | Michael Valgren Andersen (DEN)    | DNF                |
| 113                | Lars Ytting Bak (DEN)             | DNF                |
| 114                | Bernhard Eisel (AUT)              | DNF                |
| 115                | Reinardt Janse van Rensburg (RSA) | DNF                |
| 116                | Giacomo Nizzolo (ITA)             | DNF                |
| 117                | Julien Vermote (BEL)              | DNF                |

| Team Jumbo-Visma TJV | Team Jumbo-Visma TJV        | Team Jumbo-Visma TJV |
| -------------------- | --------------------------- | -------------------- |
| Núm                  | Ciclista                    | Pos                  |
| 121                  | Wout van Aert (BEL)         | 29è                  |
| 122                  | Pascal Eenkhoorn (NED)      | 46è                  |
| 123                  | Amund Grøndahl Jansen (NOR) | 24è                  |
| 124                  | Maarten Wynants (BEL)       | 30è                  |
| 125                  | Mike Teunissen (NED)        | 25è                  |
| 126                  | Taco van der Hoorn (NED)    | DNF                  |
| 127                  | Danny van Poppel (NED)      | 5è                   |

| Katusha-Alpecin TKA | Katusha-Alpecin TKA        | Katusha-Alpecin TKA |
| ------------------- | -------------------------- | ------------------- |
| Núm                 | Ciclista                   | Pos                 |
| 131                 | Jens Debusschere (BEL)     | 10è                 |
| 132                 | Harry Tanfield (GBR)       | DNF                 |
| 133                 | Marco Haller (AUT)         | 27è                 |
| 134                 | Viatxeslav Kuznetsov (RUS) | 65è                 |
| 135                 | Reto Hollenstein (SUI)     | DNF                 |
| 136                 | Mads Würtz Schmidt (DEN)   | DNF                 |
| 137                 | Willie Smit (RSA)          | DNF                 |

| Team Sky SKY | Team Sky SKY               | Team Sky SKY |
| ------------ | -------------------------- | ------------ |
| Núm          | Ciclista                   | Pos          |
| 141          | Gianni Moscon (ITA)        | 76è          |
| 142          | Leonardo Basso (ITA)       | DNF          |
| 143          | Filippo Ganna (ITA)        | DNF          |
| 144          | Kristoffer Halvorsen (NOR) | 55è          |
| 145          | Christopher Lawless (GBR)  | DNF          |
| 146          | Luke Rowe (GBR)            | 18è          |
| 147          | Ian Stannard (GBR)         | 74è          |

| Team Sunweb SUN | Team Sunweb SUN              | Team Sunweb SUN |
| --------------- | ---------------------------- | --------------- |
| Núm             | Ciclista                     | Pos             |
| 151             | Søren Kragh Andersen (DEN)   | 11è             |
| 152             | Casper Pedersen (DEN)        | DNF             |
| 153             | Cees Bol (NED)               | 45è             |
| 154             | Roy Curvers (NED)            | DNF             |
| 155             | Florian Stork (GER)          | DNF             |
| 156             | Max Walscheid (GER)          | 51è             |
| 157             | Asbjørn Kragh Andersen (DEN) | DNF             |

| Trek-Segafredo TFS | Trek-Segafredo TFS   | Trek-Segafredo TFS |
| ------------------ | -------------------- | ------------------ |
| Núm                | Ciclista             | Pos                |
| 161                | John Degenkolb (GER) | 2n                 |
| 162                | Koen de Kort (NED)   | DNF                |
| 163                | Alex Frame (NZL)     | DNF                |
| 164                | Mads Pedersen (DEN)  | 33è                |
| 165                | Kiel Reijnen (USA)   | DNF                |
| 166                | Jasper Stuyven (BEL) | 17è                |
| 167                | Edward Theuns (BEL)  | 37è                |

| UAE Team Emirates UAD | UAE Team Emirates UAD             | UAE Team Emirates UAD |
| --------------------- | --------------------------------- | --------------------- |
| Núm                   | Ciclista                          | Pos                   |
| 171                   | Fernando Gaviria Rendón (COL)     | 21è                   |
| 172                   | Sven Erik Bystrøm (NOR)           | DNF                   |
| 173                   | Simone Consonni (ITA)             | DNF                   |
| 174                   | Alexander Kristoff (NOR)          | 1r                    |
| 175                   | Vegard Stake Laengen (NOR) (ruta) | 72è                   |
| 176                   | Marco Marcato (ITA)               | 61è                   |
| 177                   | Oliviero Troia (ITA)              | DNF                   |

| Corendon-Circus COC | Corendon-Circus COC               | Corendon-Circus COC |
| ------------------- | --------------------------------- | ------------------- |
| Núm                 | Ciclista                          | Pos                 |
| 181                 | Mathieu van der Poel (NED) (ruta) | 4t                  |
| 182                 | Dries De Bondt (BEL)              | 58è                 |
| 183                 | Stijn Devolder (BEL)              | DNF                 |
| 184                 | Lasse Norman Hansen (DEN)         | DNF                 |
| 185                 | Roy Jans (BEL)                    | 40è                 |
| 186                 | Jimmy Janssens (BEL)              | DNF                 |
| 187                 | Gianni Vermeersch (BEL)           | 28è                 |

| Wanty-Gobert WGG | Wanty-Gobert WGG           | Wanty-Gobert WGG |
| ---------------- | -------------------------- | ---------------- |
| Núm              | Ciclista                   | Pos              |
| 191              | Frederik Backaert (BEL)    | DNF              |
| 193              | Aimé De Gendt (BEL)        | DNF              |
| 194              | Tom Devriendt (BEL)        | DNF              |
| 195              | Timothy Dupont (BEL)       | 42è              |
| 196              | Andrea Pasqualon (ITA)     | DNF              |
| 197              | Pieter Vanspeybrouck (BEL) | DNF              |
| 198              | Loïc Vliegen (BEL)         | 54è              |

| Sport Vlaanderen-Baloise SVB | Sport Vlaanderen-Baloise SVB | Sport Vlaanderen-Baloise SVB |
| ---------------------------- | ---------------------------- | ---------------------------- |
| Núm                          | Ciclista                     | Pos                          |
| 201                          | Amaury Capiot (BEL)          | DNF                          |
| 202                          | Milan Menten (BEL)           | DNF                          |
| 203                          | Edward Planckaert (BEL)      | 50è                          |
| 204                          | Dries Van Gestel (BEL)       | 36è                          |
| 205                          | Preben Van Hecke (BEL)       | DNF                          |
| 206                          | Kenneth Van Rooy (BEL)       | DNF                          |
| 207                          | Jordi Warlop (BEL)           | DNF                          |

| Wallonie Bruxelles WVA | Wallonie Bruxelles WVA    | Wallonie Bruxelles WVA |
| ---------------------- | ------------------------- | ---------------------- |
| Núm                    | Ciclista                  | Pos                    |
| 211                    | Kenny Dehaes (BEL)        | DNF                    |
| 212                    | Justin Jules (FRA)        | DNF                    |
| 213                    | Lionel Taminiaux (BEL)    | DNF                    |
| 214                    | Tom Wirtgen (LUX)         | DNF                    |
| 215                    | Baptiste Planckaert (BEL) | 47è                    |
| 216                    | Franklin Six (BEL)        | 78è                    |
| 217                    | Lukas Spengler (SUI)      | DNF                    |

| Cofidis, Solutions Crédits COF | Cofidis, Solutions Crédits COF | Cofidis, Solutions Crédits COF |
| ------------------------------ | ------------------------------ | ------------------------------ |
| Núm                            | Ciclista                       | Pos                            |
| 221                            | Christophe Laporte (FRA)       | 39è                            |
| 222                            | Filippo Fortin (ITA)           | DNF                            |
| 223                            | Damien Touzé (FRA)             | 48è                            |
| 224                            | Geoffrey Soupe (FRA)           | DNF                            |
| 225                            | Bert Van Lerberghe (BEL)       | 71è                            |
| 226                            | Kenneth Vanbilsen (BEL)        | DNF                            |
| 227                            | Zico Waeytens (BEL)            | DNF                            |

| Direct Énergie TDE | Direct Énergie TDE       | Direct Énergie TDE |
| ------------------ | ------------------------ | ------------------ |
| Núm                | Ciclista                 | Pos                |
| 231                | Niki Terpstra (NED)      | 23è                |
| 232                | Damien Gaudin (FRA)      | 34è                |
| 233                | Mathieu Burgaudeau (FRA) | DNF                |
| 234                | Pim Ligthart (NED)       | DNF                |
| 235                | Adrien Petit (FRA)       | 6è                 |
| 236                | Simon Sellier (FRA)      | DNF                |
| 237                | Anthony Turgis (FRA)     | 14è                |

| Roompot-Charles ROC | Roompot-Charles ROC        | Roompot-Charles ROC |
| ------------------- | -------------------------- | ------------------- |
| Núm                 | Ciclista                   | Pos                 |
| 241                 | Lars Boom (NED)            | 57è                 |
| 242                 | Jesper Asselman (NED)      | DNF                 |
| 243                 | Senne Leysen (BEL)         | DNF                 |
| 244                 | Stijn Steels (BEL)         | DNF                 |
| 245                 | Sjoerd van Ginneken (NED)  | DNF                 |
| 246                 | Boy van Poppel (NED)       | 41è                 |
| 247                 | Jan-Willem van Schip (NED) | DNF                 |